# Budynek Chrześcijańskiej Akademii Teologicznej w Warszawie

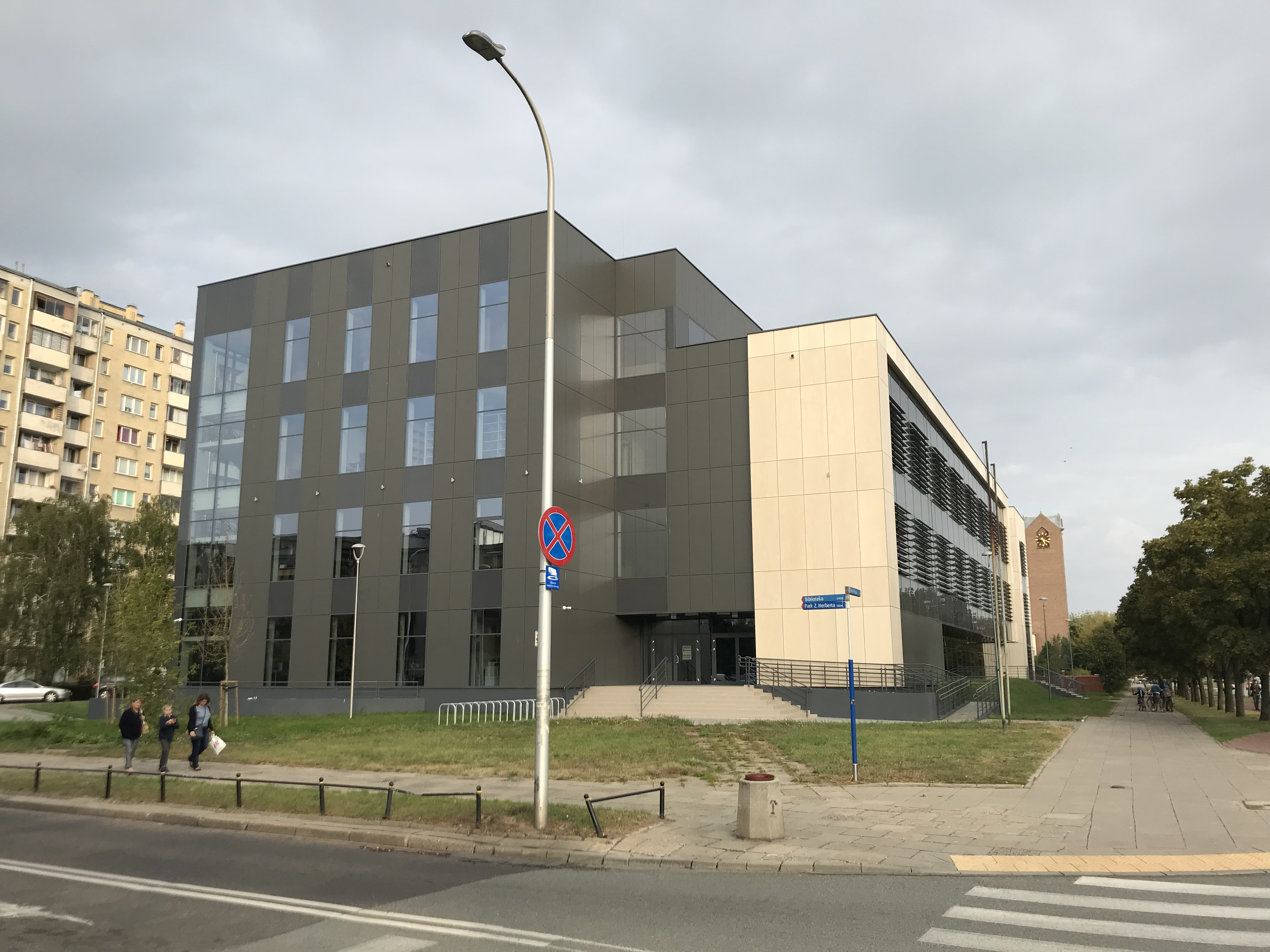
Fronton gmachu Chrześcijańskiej Akademii Teologicznej w Warszawie (wrzesień 2018)

Budynek Chrześcijańskiej Akademii Teologicznej w Warszawie – budynek będący siedzibą Chrześcijańskiej Akademii Teologicznej w Warszawie, znajdujący się przy ul. Władysława Broniewskiego 48 u zbiegu z ulicą Zbigniewa Romaszewskiego (d. ul. Teodora Duracza) w Warszawie. Został wzniesiony w latach 2017–2018.

## Historia budowy

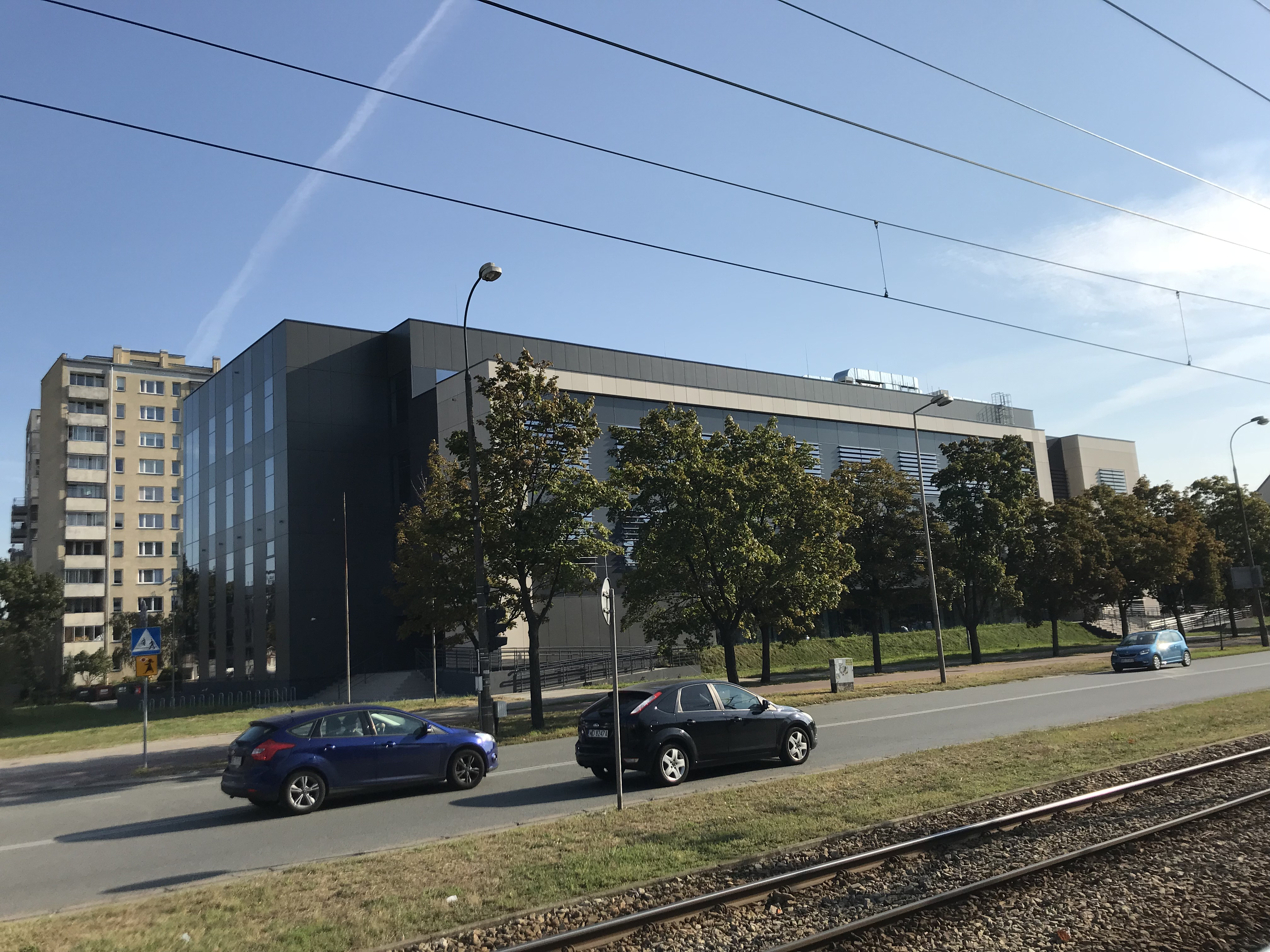
Widok gmachu ChAT od ul. Broniewskiego (wrzesień 2018)

Budynek został wzniesiony przez ChAT jako pierwsza własna siedziba uczelni. Do czasu jego zasiedlenia Akademia korzystała z pomieszczeń w Centrum Luterańskim w Warszawie przy ul. Miodowej 21 c w Warszawie. Generalnym wykonawcą procesu budowy była firma Strabag. Środki na budowę w wysokości 31 200 000 złotych pochodziły głównie z budżetu Ministerstwa Nauki i Szkolnictwa Wyższego. Umowę z generalnym wykonawcą przedstawiciel ChAT w osobie rektora ks. prof. dr. hab. Bogusława Milerskiego podpisał 7 lutego 2017.
5 października 2017 dokonano aktu wmurowania w ścianę gmachu aktu erekcyjnego podpisanego przez zwierzchników Kościołów członkowskich Polskiej Rady Ekumenicznej i władze ChAT. 
Odbiór gotowego budynku przez uczelnię zaplanowano na połowę roku 2018. W czerwcu 2018 uczelnia ogłosiła, że proces budowy gmachu został zakończony i że zajęcia w roku akademickim 2018/2019 będą się odbywały już w nowej siedzibie. Uroczystego otwarcia i poświęcenia obiektu dokonano 4 października 2018.

## Galeria

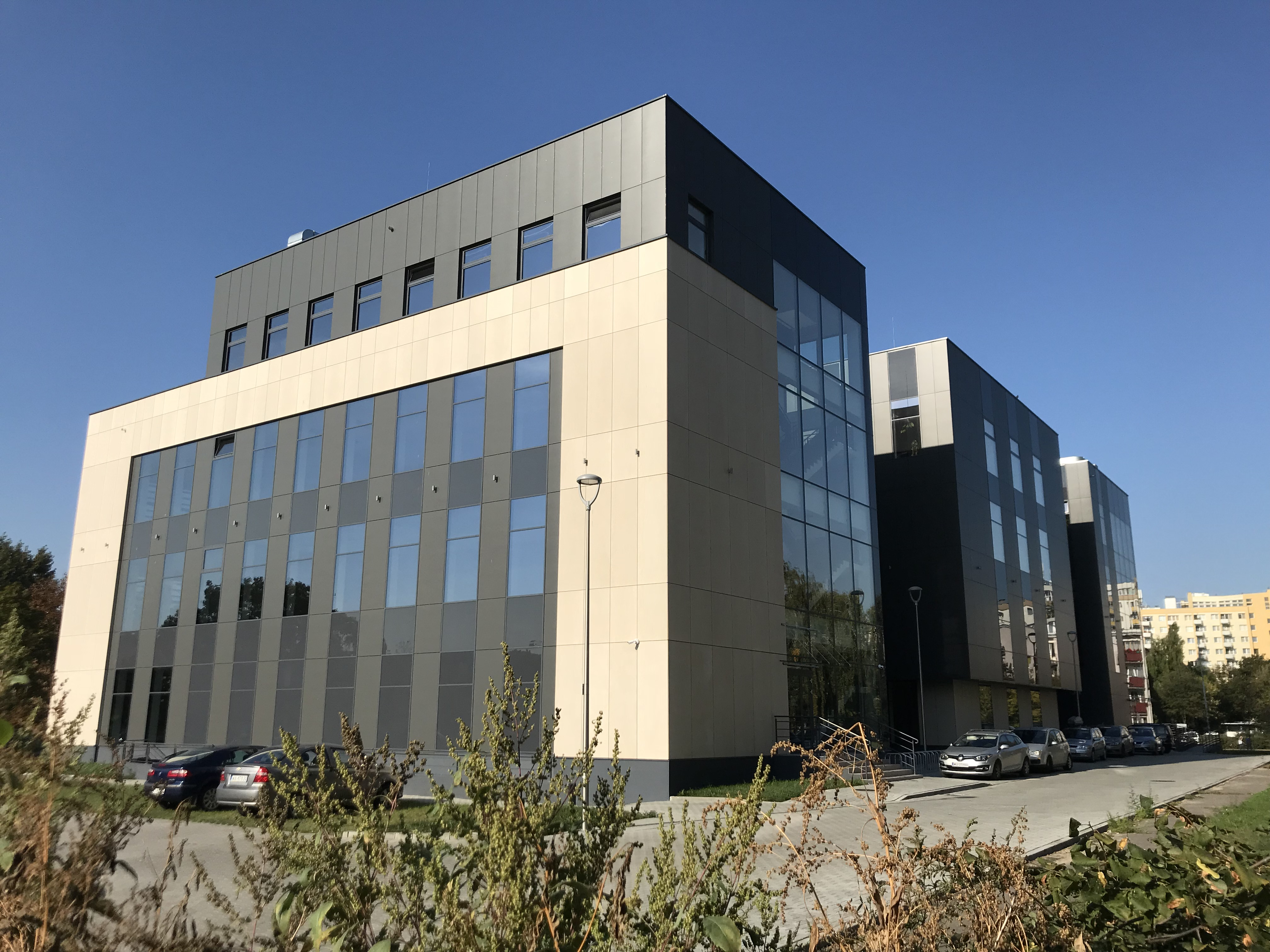
Południowo-wschodni narożnik gmachu ChAT (wrzesień 2018)
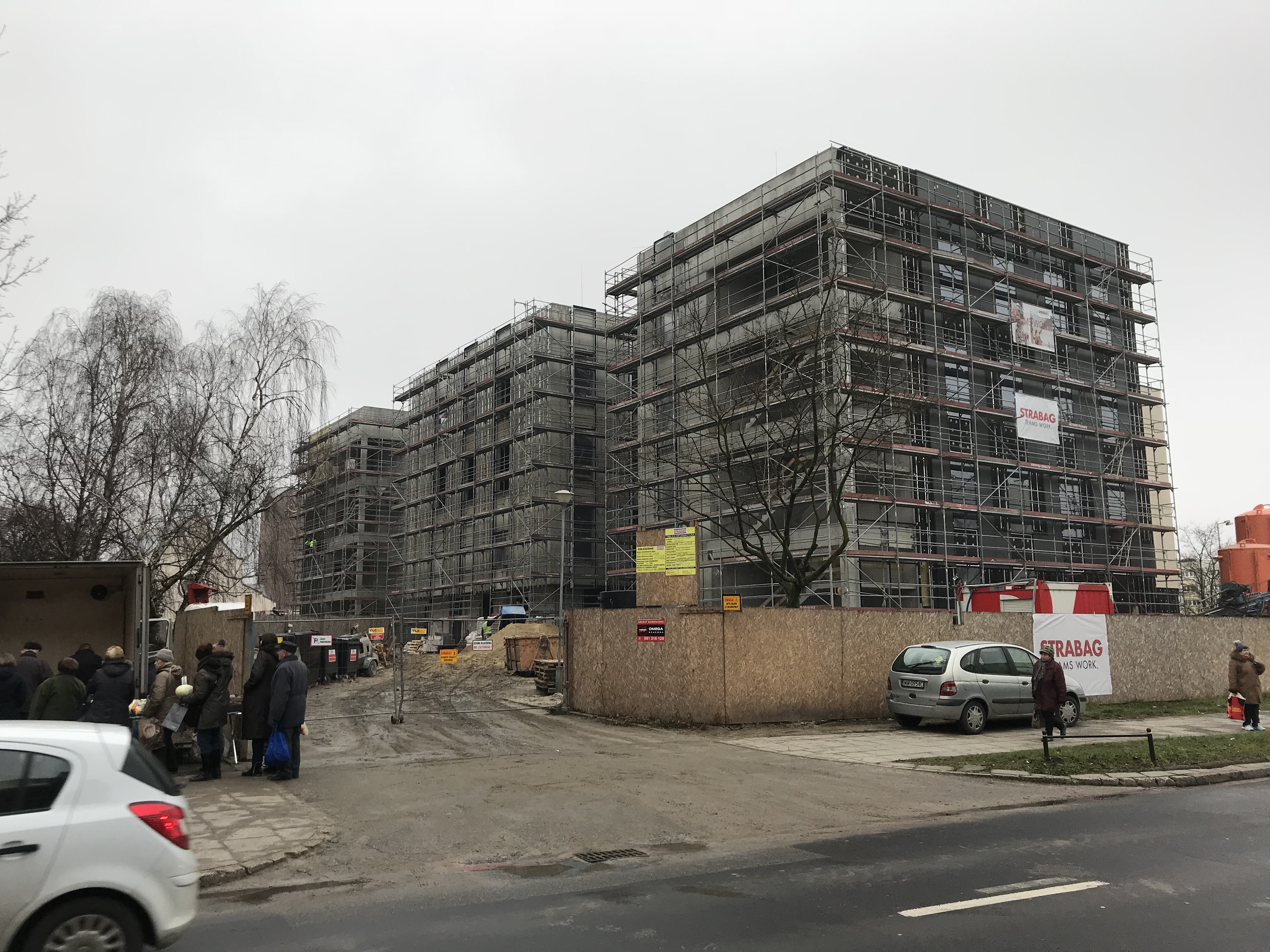
Wschodnia ściana gmachu ChAT w trakcie budowy (grudzień 2017)
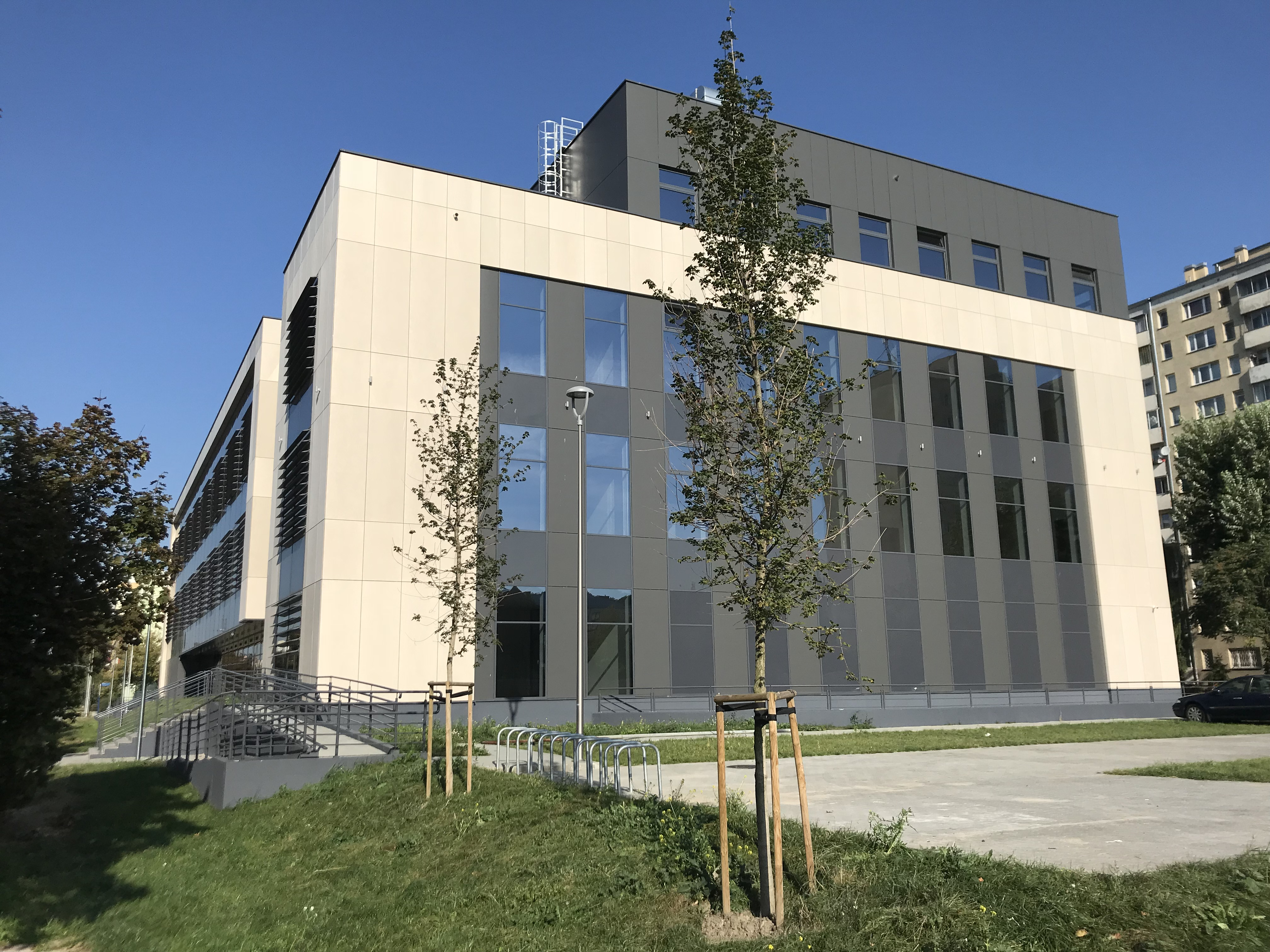
Południowo-zachodni narożnik gmachu ChAT (wrzesień 2018)
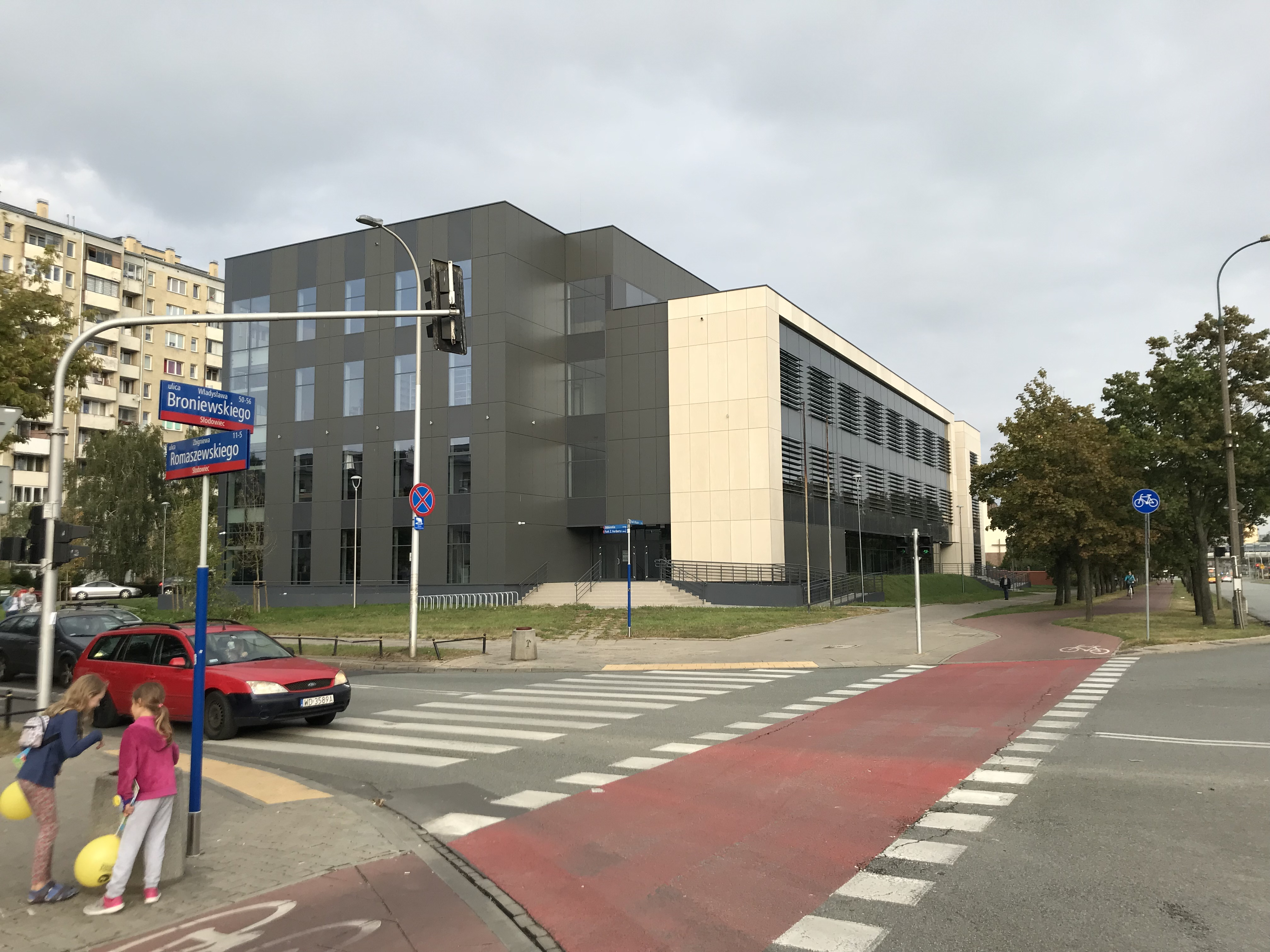
Wejście główne na rogu ul. Romaszewskiego i Broniewskiego (wrzesień 2018)